# Creative Assembly
The Creative Assembly Ltd. é uma desenvolvedora de jogos eletrônicos inglesa , e subsidiária européia da japonesa Sega. fundada em 1987 por Tim Ansell e localizada na cidade de Horsham, no condado de West Sussex. Uma sede australiano também é operada em Fortitude Valley, Queensland. Nos seus primeiros anos, a empresa se dedicou ao trabalho de portar jogos eletrônicos de DOS para as plataformas Amiga e ZX Spectrum, e depois trabalhou para a Electronic Arts para produzir uma variedade de jogos da EA Sports. Em 1999, a companhia já tinha recursos o suficiente para criar um projeto novo e original, e começou a desenvolver o jogo de RTS Shogun: Total War. Shogun: Total War foi um grande sucesso para a The Creative Assembly. As sequências dos jogo montaram a série Total War, uma das mais conhecidas e aclamadas séries de estratégia existentes.
Em março de 2005, a Creative Assembly foi comprada pela gigante japonesa Sega, como uma subsidiária européia. Com a sega, além dos títulos da série Total War, a Creative Assembly publicou jogos para o mercado de videogames com Spartan: Total Warrior e Viking: Battle for Asgard. O mais recente jogo da empresa é Total War: Warhammer III.

## História

### Fundação
A The Creative Assembly foi fundada no dia 19 de agosto de 1987, como uma empresa limitada. O fundador, Tim Ansell, começou a programar profissionalmente em 1985, trabalhando em títulos para Amstrad CPC, Commodore 64 e Atari 800. Inicialmente, Ansell manteve sua equipe pequena, para poder trabalhar pessoalmente na programação.[carece de fontes?] Em seus primeiros anos, a empresa trabalhou portando jogos como Stunt Car Racer e Shadow of the Beast de Amiga e ZX Spectrum para DOS. Em 1993, a The Creative Assembly começou a trabalhar com a Electronic Arts, produzindo títulos sob a marca EA Sports, começando a produzir os primeiros títulos da série FIFA em DOS. Com a EA Sports, a The Creative Assembly fazia títulos de baixo custo para ligas oficiais de diversos esportes, como o jogo oficial da Australian Football League. Quando ficou clara a necessidade de expandir a empresa, Ansell contratou Michael Simpson em 1996 como diretor. Simpson, um designer de microchips, se tornou designer de video-games, e se tornou o designer chefe da série Total War.[carece de fontes?]

### Primeiros títulos da série Total War
Com o sucesso de seus títulos esportivos, em 1999 a Creative Assembly tinha recursos o suficiente para se desvincular da Electronic Arts e desenvolver títulos de outro gêneros. Um resultado disso foi Shogun: Total War, o primeiro grande título da empresa. Uma mistura de estratégia em tempo real e estratégia em turnos, Shogun: Total War foi anunciado pela primeira vez no começo de 1999. O jogo foca no Período Sengoku do Japão feudal, e foi lançado em junho de 2000, sendo muito aclamado pela crítica. O jogo ganhou múltiplos prêmios e virou um marco para a história dos jogos de estratégia. O compositor Jeff van Dyck ganhou um Bafta e um EMMA por seu trabalho na trilha sonora. Em maio de 2001, a Creative Assembly anunciou um pacote de expansão, o The Mongol Invasion, que foca nas primeiras invasões mongóis ao Japão.
Pouco depois, a Creative Assembly se separou da Electronic Arts, e começou a usar a Activision com publicadora e distribuidora. No dia 21 de agosto de 2001, a empresa anunciou um segundo jogo da série Total War, dessa vez inspirado na Idade Média. Medieval: Total War foi um jogo muito maior que Shogun: Total War, focando num período muito maior e num mapa muito maior. Lançado em 22 de agosto de 2002, o jogo foi um sucesso maior ainda que Shogun: Total War, tornando-se o jogo mais vendido no Reino Unido por duas semanas, e o quarto maior best-seller no mercado de jogos inglês na primeira semana de lançamento. Assim como Shogun: Total War, Medieval: Total War recebeu múltiplos prêmios, e foi nomeado o melhor jogo de 2002 pela PC Gamer. A Creative Assembly também ganhou o título de Melhor Desenvolvedora de PC do Ano, do European Computer Trade Show. Viking Invasion, um pacote de expansão, foi lançado em maio de 2003.
Um terceiro título da série Total War foi anunciado em janeiro de 2003. Intitulado Rome: Total War, o jogo apresenta um motor de jogo completamente novo, e redesenhou a jogabilidade da série. O jogo se passa na época do Império Romano, e por causa da sua realidade, foi usado como simulador de batalhas de dois programas de TV, o Time Commanders da BBC  e o Decisive Battles do History Channel. Com o seu lançamento em setembro de 2004, o jogo foi aclamado universalmente pelos jogadores e pela crítica, tornando-se um dos dez títulos mais vendidos do ano. Jeff van Dyck foi nomeado novamente para o BAFTA, pela trilha sonora do jogo. Rome: Total War tornou-se o jogo mais aclamado  da série pela crítica, somando o score 92 no Metacritic.

### Compra e jogos posteriores
Apesar da especulação de que a Activision compraria a Creative Assembly, já que a produtora faz isso com diversos desenvolvedores que trabalham para ela, a empresa japonesa Sega anuncia no dia 9 de março de 2005 que estariam selando um acordo de aquisição com a The Creative Assembly. A Sega explicou que a aquisição foi feita com o objetivo de fortalecer a presença da Sega no mercado europeu e norte americano. Em julho de 2005, a Sega adquiriu os direitos de publicação de Rome: Total War da Activision, e para o jogo foram desenvolvidos dois pacotes de expansão: Barbarian Invasion que foi lançado em setembro de 2005, e mostrou a queda do Império Romano, e Alexander, lançado em setembro de 2006, que focou na campanha e batalhas de Alexandre, o Grande. Spartan Total Warrior' foi lançado em outubro de 2005, para Xbox, Playstation 2 e GameCube, recebendo críticas favoráveis.
Um quarto jogo da série Total War foi anunciado em janeiro de 2006. O novo título, Medieval II: Total War, é um remake de Medieval: Total War, usando a nova tecnologia e motor de jogo de Rome: Total War. O jogo foi lançado em novembro de 2006, e apesar de não ter sido um sucesso tão grande quanto Rome: Total War, Medieval II: Total War ainda assim foi um grande sucesso comercial e entre a crítica. Um pacote de expansão, Kingdoms, foi anunciado em março de 2007. Suas campanhas focavam em quatro áreas: as Cruzadas na Terra Santa, as Cruzadas do Norte da Ordem Teutónica, a conquista da Nova Espanha e as guerras medievais nas Ilhas Britânicas. A expansão recebeu críticas positivas no seu lançamento, em agosto de 2007.
Na Games Convention em Leipzig, na Alemanha, em agosto de 2007, a Creative Assembly anunciou simultâneamente novos títulos. O primeiro, Viking: Battle for Asgard, foi outra jogo exclusivo para consoles, similar a Spartan: Total Warrior, mas focando na Mitologia nórdica. O jogo foi lançado em março de 2008, mas recebeu críticas "mais-ou-menos". O segundo título foi o quinto jogo da série Total War, Empire: Total War, que se passa na Idade Moderna, nos séculos XVIII e XIV. Empire: Total War teve um motor de jogo completamente re-desenhado, assim como seu sistema. Foi lançado em março de 2009, sendo bastante aclamado pela crítica, vendendo duas vezes mais unidades que Medieval II: Total War e Rome Total War. Entretanto, diversos problemas apontados pelos fãs após o lançamento e o abandono do suporte do jogo fez muitos questionares a influência da Sega sobre a Creative Assembly. Em julho de 2008, a Creative Assembly anuncia outra título, Stormrise. Ao contrário dos outros jogos de RTS lançados pela empresa, Stormrise é um jogo de Estratégia em tempo real de ficção científica, desenvolvido para PC e consoles, e foi lançado em 2009. Stormrise recebeu péssimas críticas e, por cause disso e do lançamento perto de Halo Wars, vendeu pouco.
A filial australiana da Creative Assembly portou os primeiros três Sonic the Hedgehog e Sonic & Knuckles para o título Sonic Classic Collection. Essa compilação recebeu reviews positivos da Official Nintendo Magazine, mas esta criticou alguns erros de velocidade enquanto durante o jogo, glitches em relação aos gráficos e ao som, mas isso porque o DS apenas emula os jogos. Os reviewers também criticaram a remoção do modo multiplayer dos jogos.
Em 2009 a companhia lançou Napoleon: Total War, e como o título sugere, é baseado na vida de Napoleão Bonaparte. Recebeu diversas críticas positivas da imprensa, mas não foi tão bem sucedido quanto Empire: Total War, além de ter sido apontado por muito como apenas uma versão re-estilizada deste. Em setembro de 2010, foi lançado o DLC The Peninsular Campaign que, embora não seja oficialmente um pacote de expansão, traz uma grande remodelagem do jogo, e por isso os jogadores o consideram como um.
Na E3 2010, a Creative Assembly voltou aonde começou, a 10 anos atrás, e anunciou a sequência de Shogun: Total War: Total War: Shogun 2 foi lançado no dia 15 de março de 2011, e instantaneamente teve dúzias de reviews positivos da crítica especializada, sendo todos positivos.
A empresa também desenvolveu os títulos Total War: Rome 2, Total War: Attila e Total War Saga: Thrones of Britannia, ambientados na Europa, no período do declínio do Império Romano.
Em 23 de Maio de 2019, a empresa lança Total War: Three Kingdoms, um jogo baseado no Romance dos Três Reinos, ambientado no período conhecido como Três Reinos, com a dissolução da Dinastia Qin.